# Menhir von Beldorf
Der Menhir von Beldorf ist ein verzierter vorgeschichtlicher Menhir aus Beldorf im Kreis Rendsburg-Eckernförde, Schleswig-Holstein.

## Lage
Der Stein wurde bei Beldorf aufrecht stehend im Zentrum eines Grabhügels der nordischen älteren Bronzezeit gefunden. Vor ihm lag ein plattiger Schalenstein. Der Menhir wurde später vor dem Archäologischen Landesmuseum in Schloss Gottorf aufgestellt. Um 2005 wurde er aus konservatorischen Gründen ins Magazin nach Busdorf verbracht.

## Beschreibung
Der Stein ist von rundlicher Form und verjüngt sich nach oben leicht. Auf einer Seite weist er mehrere Rillen auf, die Leiterbandmuster bilden und am oberen Ende des Steins bogenförmig zusammenlaufen. Weiterhin weist der Stein mehrere Schälchen auf, die meisten davon an seinem Scheitelpunkt.
Die Darstellungen werden unterschiedlich interpretiert. Im oberen Teil ist möglicherweise ein Gesicht mit zwei Augen dargestellt, somit ist die Zeichnung vielleicht als Abbild einer Gottheit zu deuten. Nach einer anderen Deutung könnte es sich auch um abstrakte entoptische Muster aus schamanistischen Trance-Erfahrungen handeln.
Sollte der Stein tatsächlich ein Gesicht zeigen, wäre dies ein Hinweis auf Kulturbeziehungen nach Westeuropa, wo Gesichter auf Menhiren und in Großsteingräbern häufiger vorkommen. Auch die Darstellung eines Fußes auf dem vor dem Menhir liegenden Schalenstein deutet darauf hin. Eine Fußdarstellung wurde auch auf einem Menhir gefunden, der in dem Galeriegrab Bredelem im südöstlichen Niedersachsen verbaut war.